# عظم جداري
العظم الجداري (بالإنجليزية: Parietal bone)‏ هو أحد عظام الجمجمة يشكل باتحاده مع نظيره في الجانب المقابل جانب وسقف الجمجمة. له شكل رباعي غير منتظم، يوصف له سطحان وأربعة حدود وأربع زاويا. يتوضع ضمن سطحه الداخلي التلم السهمي الذي يسير فيه الجيب السهمي العلوي.

## معرض صور

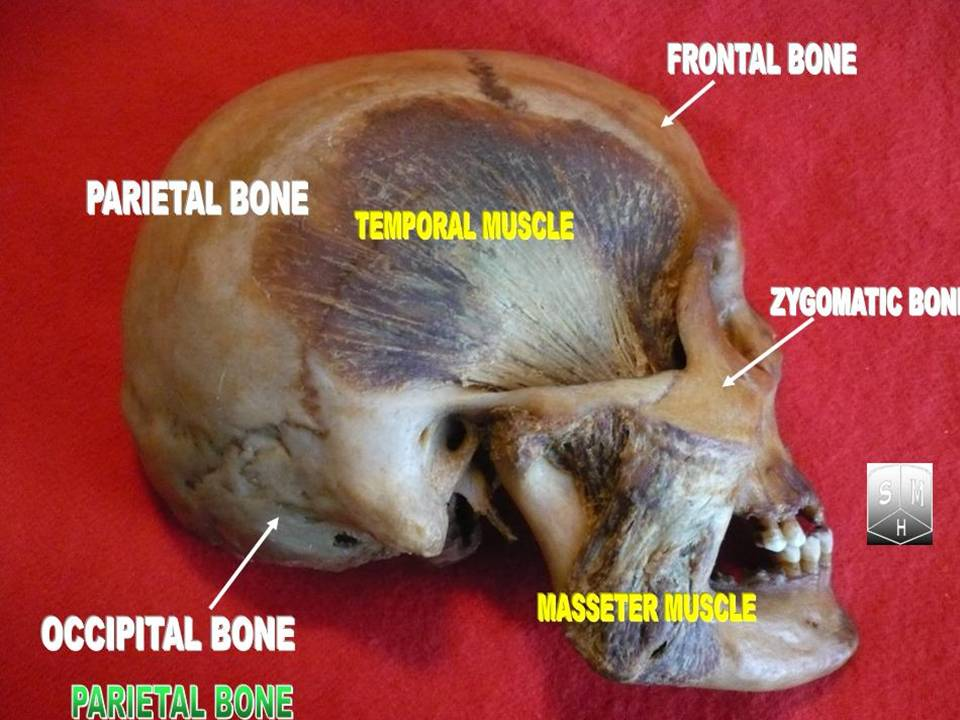
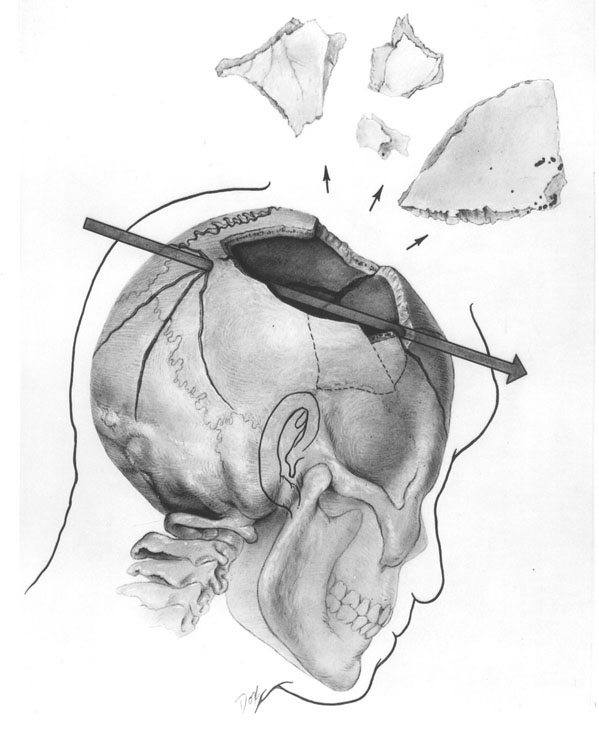